# چونته لو
چونته لو (انگلیسی: Chaunté Lowe؛ زادهٔ ۱۲ ژانویهٔ ۱۹۸۴) ورزشکار پرش ارتفاع اهل ایالات متحده آمریکا است.
وی در مسابقات کشوری و بین‌المللی در مجموع برندهٔ ۱ مدال طلا، ۱ مدال نقره، ۳ مدال برنز شده‌است.